# Erasmus+
Erasmus+（發音：Erasmus Plus）是一個歐盟執委會下的計畫。這個計畫從2014年起，至2020年結束，並整合了歐盟裡所有關於教育、年輕人、與體育的計畫。2021年到2027年歐洲議會決議將這個計畫的預算增加為三倍，並專注於社會包容、綠色和數字轉型以及促使年輕人參與民主生活。這個計畫包含了學生交換計畫Erasmus、碩博班的伊拉斯莫斯世界計劃、給年輕創業者的Erasmus、攸關學校教育的Comenius計畫、職業訓練的達文西計畫、與成人教育的Erasmus+計畫。歐盟執委會保證這個計畫會以高效率運行，並且承諾會提供簡明的獎學金平台給有需要的學生。

## 歷史
這個計畫的前身為蘇格拉底計畫第一階段（1994-1999）與第二階段（2000-2006），與終生學習計畫（2007-2013）。
2011年11月23日，這個計畫的草案被提出。2013年這個草案開始在歐洲理事會審查、並於同年在歐洲議會通過。

## 計畫內容

### 國民基本教育
這個計畫的目標，在整合各級學校於歐盟之下，以便向師生動員。如此一來便可以讓各級學校之間相互合作。

### 高等（大學）教育
這個計畫的目標是要動員歐洲與世界的各個大學一起為學生、畢業生、教師（博士）、與大學所有職員。其中心目標是要讓歐盟外的大專院校承認歐盟的ECTS學分制度，並促成交換學生計畫，並允許學生畢業後，在當地有居留權，甚至獲得體制內的實習機會。這個計畫在德國由DAAD主導，在奧地利則由奧地利學術交流資訊中心所主管。

### 計畫國家與夥伴國家間的大學交流
這個計畫發跡自2015年，是在伊拉斯穆斯雙聯碩士學位計畫下的「學分整合運動」。現在的這個計畫包含了更多領域，並且以至少5百萬歐元來推動歐盟大學間的相互合作。在2019年的第一次招標中，有17個組織得標，包含波茲坦大學、達姆斯塔特工業大學與美因茲大學。

### 職業訓練
增加職業訓練的誘因，尤其是跨國的職業訓練。這個計畫不由歐盟主導，而是由各個國家間的獨立組織推動。在德國針對這個計畫的專責單位是職業訓練機部下的國家歐盟職業訓練署。在奧地利這個計畫則是由奧地利學術交流資訊中心下的國家Erasmus+職業訓練署所負責。

### 成人教育
目前有2000個推動成人教育的計畫在歐盟裡面被施行，在德國總稱為Grundtvig，它同樣由職業訓練機部下的國家歐盟職業訓練署負責。自2014年以後這個計畫也以Erasmus+之名與其他歐盟交換計畫一起運作。

### 年輕人行動
這個領域關心年輕人非正式與正式的學習進程。

### 體育
這個計畫包含體育範疇的所有項目。
1. ↑  . erasmus-plus.ec.europa.eu.   [2023-06-23]. （原始内容存档于2023-10-23） （英语）.
2. ↑   （德语）.
 （页面存档备份，存于） .   [2020-03-29]. （原始内容存档于2020-08-03）.
3. ↑  EACEA.  (PDF).
 （页面存档备份，存于）  (PDF).   [2020-03-29]. 原始内容存档于2019-10-31.